# Szczodre
Szczodre (polská výslovnost: [ˈʂt͡ʂɔdrɛ]; 1945–⁠1948: Sybilin, německy: Sibyllenort) je vesnice ve správním okresu gmina Długołęka v okresu Vratislav v Dolnoslezském vojvodství v jihozápadním Polsku.

## Dějiny

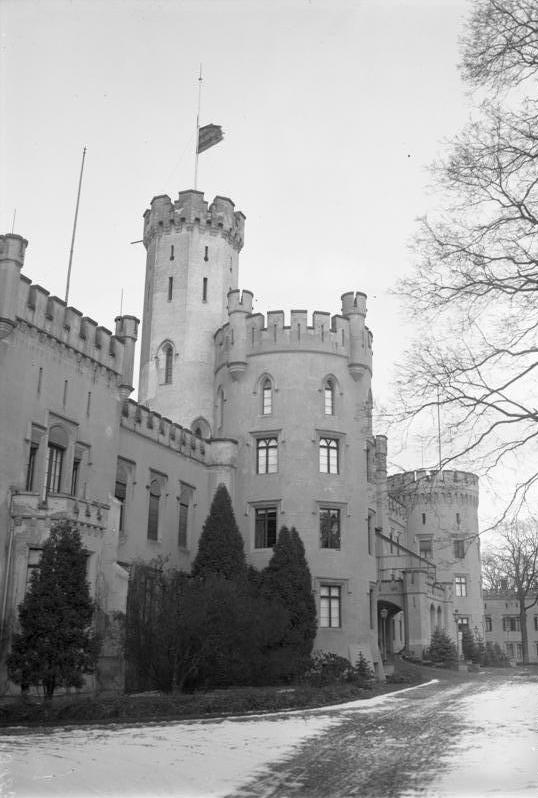
Sibyllenortský palác, stav z roku 1932

V 10. století Měšek I. Polský z dynastie Piastovců zahrnul tyto oblasti do nově vzniklého Polska. Po fragmentaci Polska se vesnice nacházela ve Slezském knížectví. Poprvé byla zmíněna jako Palici v listině z roku 1245. Od roku 1315 byla sídlem šlechtického rodu Rastelwitzů a roku 1327 přešla do vlastnictví Koruny české. V roce 1643 během třicetileté války byla zcela zničena. V 18. století byla připojena k Prusku a v letech 1871 až 1945 byla také součástí Německa.
Prittwitzové nechali přestavět Neudorf, který v roce 1685 získal Kristián Oldřich I. Württemberský, tehdejší bernštatský vévoda. Nechal postavit barokní palác, pojmenovaný Sibyllenort po své druhé manželce Sibylle Marii, dceři vévody Kristiána I. Sasko-Merseburského. Od roku 1792 byl zámek v držení vévodů brunšvicko-lüneburských. Ti ho několikrát přestavovali, přičemž poslední rekonstrukce proběhla v roce 1852 v tudorovském stylu na příkaz vévody Viléma Brunšvického. Palác byl často navštěvován králi Augustem II. Silným a Augustem III. Polským.
Po Vilémově smrti v roce 1884 připadl majetek saskému královskému rodu Wettinů.
Arcivévodkyně Luisa Rakouská, choť posledního saského krále Fridricha Augusta III., ve svých pamětech píše o zámku Sibyllenort toto:
„V létě 1902 jsme byli na venkově, ale naši obvykle příjemnou dovolenou zakalil vážný stav krále Alberta, který byl na pokraji smrti. Král s královnou pobývali na zámku Sibyllenort u Breslau ve Slezsku, krásném sídle, které dal poslední vévoda brunšvický tehdejšímu saskému králi. V zámku je čtyři sta místností a koncem čtyřicátých let byl dějištěm mnoha skandálních orgií. Vévoda, který byl velkým obdivovatelem něžného pohlaví, tam měl soukromé divadlo a balet, ve kterém tančilo mnoho hezkých dívek, které držel v harémovém ústraní. Pamatuji si, že když jsem jako šestnáctiletá dívka zámek navštívila, viděla jsem několik docela překvapivých obrázků, ale těch se královna Karola náležitě rozhodla zbavit a ze Sibyllenortu se stala velmi půvabná královská rezidence.“
Zemřeli zde dva saští králové; Albert v roce 1902 a Fridrich August III. v roce 1932.
Palác v Sibyllenortu zabraly během druhé světové války jednotky SS, které palác v lednu 1945 vypálily. Sousední město Vratislav bylo o měsíc později obléháno.

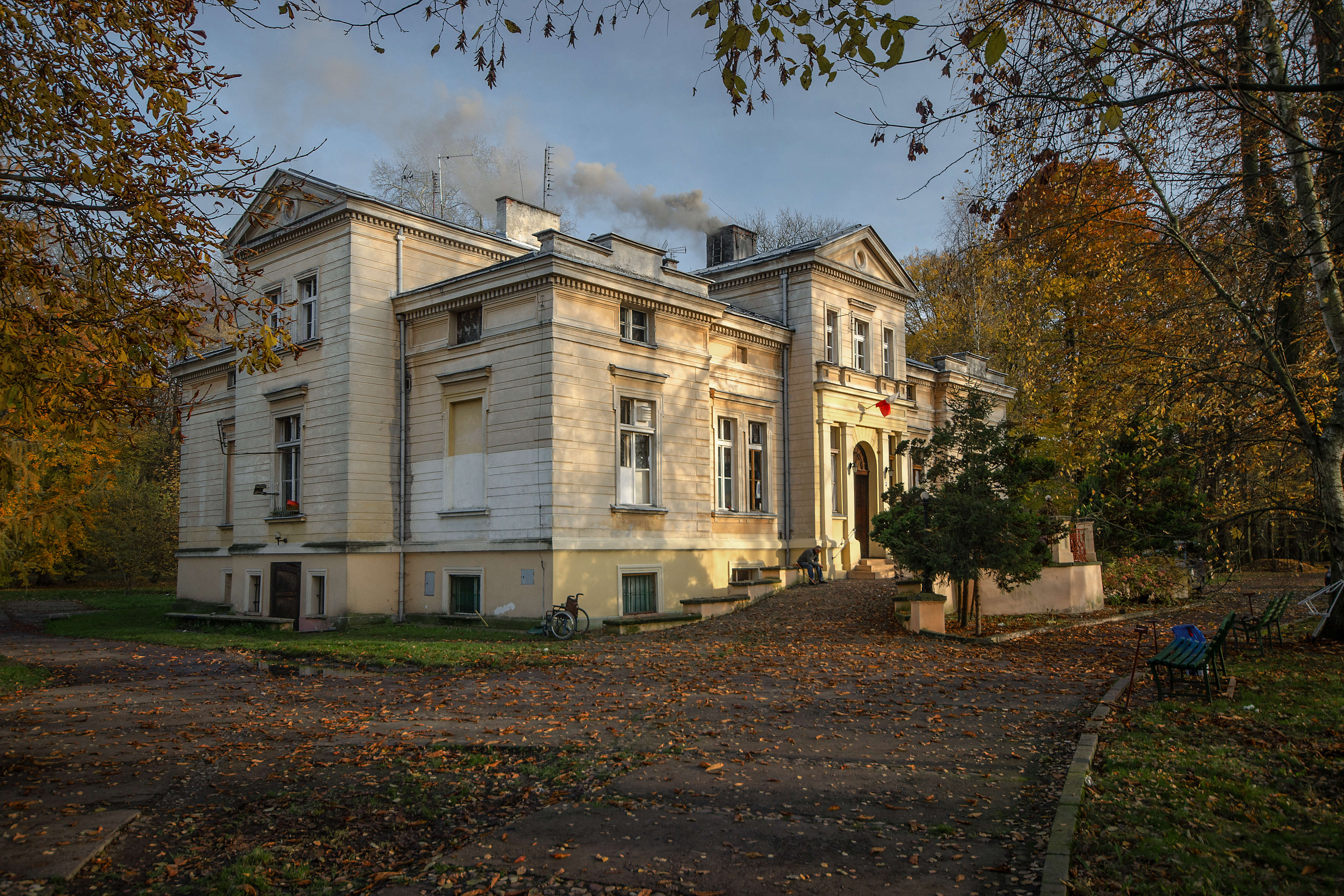
Centrum pro bezdomovce ve Szczodre

V roce 1945, po porážce Německa ve válce, se obec na základě Postupimské dohody opět stala součástí Polska. Palác byl v roce 1957 téměř kompletně rozebrán. Dnes z něj zbyla jen ruina o velikosti malé vily. Zachovalou část paláce obsadily komunistické bezpečnostní složky Sovětského svazu a Polské lidové republiky.
Po válce byla vesnice znovu osídlena Poláky vysídlenými z oblastí Lvova a Novogrodku v bývalém východním Polsku anektovaném Sovětským svazem, drobnými farmáři z jižního Polska a polskými vojáky vracejícími se ze západní Evropy.

## Geografie
Szczodre se nachází ve Slezské nížině, přibližně 3 kilometry severně od Długołęky a 13 kilometrů severovýchodně od krajského města Vratislavi.

## Vzdělávání
Ve Szczodre je základní škola.